# 坐着轮椅的我翱翔天空
《坐着轮椅的我翱翔天空/我坐在轮椅上翱翔天空》，2012年日本电视台为24小时活动特别制作电视剧，收视率23.8%。

## 剧情
二宫和也扮演的长谷部泰之原来是不良少年。一次在逃避流氓团伙时从楼上跌下，造成脊椎以下瘫痪，以后只能依靠轮椅。母亲无法承受生活重压，离家出走。他在医院遇到的朋友也碰到种种不幸。绝望之余，他不想成为没有价值的累赘，前往一个自杀胜地，准备结束自己的生命。旅途中，很多人帮助了他。他开始重新审视人生。最后自力更生，坚强地活着，并成为兼职心理咨询师。

## 登場人物
- 長谷部泰之(主人公) - 二宮和也（嵐）（幼少期：須田瑛斗）
- 長谷部春子(はる子) - 藥師丸博子
- 加藤久實　- 上戶彩
- 佐山武弘(タケヒロ) - 池松壯亮
- 石井大輔　- 鈴木福
- 小宮山直哉　- 安田顯
- 井原卓夫　- 光石研
- 西崎耕太　- 高橋努
- 江端美乃里　- 金澤美穗
- 南英明　- 伊勢谷友介
- 泰之酒吧朋友 - 菊田大輔
- 泰之於酒吧踢過的暴徒 - 松永隼
- 大輔的父母 - 細川洋平、松岡晶（日语：まつおか晶）
- 山中流浪漢 - 田村泰二郎
- 拿傘老太太 - 五月晴子
- 觀光客 - 吾田森魚（日语：あがた森魚）、池谷伸枝（日语：池谷のぶえ）、伊藤玻羅馬、有福正志、郭智博、鉢嶺杏奈
- 橋上母女 - 深谷美步、豐嶋花
- 有山尚宏、村上壽子、井川哲也、嶋崎伸夫、廻飛呂男、菅裕輔、夏秋佳代子、澤井小次郎